# Saison 4 de RuPaul's Drag Race UK
La quatrième saison de RuPaul's Drag Race UK est diffusée pour la première fois du 22 septembre 2022 au 24 novembre 2022 sur BBC Three au Royaume-Uni et sur WOW Presents Plus à l'international.
Le 4 avril 2021, l'émission est renouvelée pour sa quatrième saison. Le casting est composé de douze candidates et est dévoilé le 7 septembre 2022 sur les réseaux sociaux.
La gagnante de l'émission reçoit un voyage à Hollywood et les droits d'une série originale produite par World of Wonder.
La gagnante de la saison est Danny Beard, avec Cheddar Gorgeous comme seconde.
Le deuxième épisode de l'émission est dédié à Cherry Valentine, candidate de la deuxième saison, décédée le 18 septembre 2022.

## Candidates
(Les noms et âges donnés sont ceux annoncés au moment de la compétition.)
| Candidate        | Âge | Résidence                       | Classement        |
| ---------------- | --- | ------------------------------- | ----------------- |
| Danny Beard      | 29  | Liverpool, Merseyside           | Gagnante          |
| Cheddar Gorgeous | 38  | Manchester, Grand Manchester    | Seconde           |
| Black Peppa      | 29  | Birmingham, Midlands de l'Ouest | 3e place 4e place |
| Jonbers Blonde   | 33  | Belfast                         | 3e place 4e place |
| Pixie Polite     | 29  | Brighton, Sussex de l'Est       | 5e place          |
| Dakota Schiffer  | 22  | Horsham, Sussex de l'Ouest      | 6e place          |
| Le Fil           | 36  | Brighouse, Yorkshire de l'Ouest | 7e place          |
| Baby             | 25  | Londres, Grand Londres          | 8e place          |
| Sminty Drop      | 23  | Clitheroe, Lancashire           | 9e place          |
| Copper Topp      | 38  | Cheltenham, Gloucestershire     | 10e place         |
| Starlet          | 23  | Reigate, Surrey                 | 11e place         |
| Just May         | 32  | Harwich, Essex                  | 12e place         |

## Progression des candidates
|                  | Épisode | Épisode | Épisode | Épisode | Épisode | Épisode | Épisode | Épisode | Épisode | Épisode  |
| 1                | 2       | 3       | 4       | 5       | 6       | 7       | 8       | 9       | 10      |          |
| ---------------- | ------- | ------- | ------- | ------- | ------- | ------- | ------- | ------- | ------- | -------- |
| Danny Beard      | SAFE    | WIN     | SAFE    | WIN     | WIN     | SAFE    | HIGH    | HIGH    | WIN     | GAGNANTE |
| Cheddar Gorgeous | SAFE    | WIN     | LOW     | HIGH    | SAFE    | WIN     | WIN     | WIN     | LOW     | SECONDE  |
| Black Peppa      | WIN     | SAFE    | BTM2    | SAFE    | SAFE    | BTM2    | SAFE    | BTM2    | BTM2    | ÉLIMINÉE |
| Jonbers Blonde   | SAFE    | BTM2    | LOW     | SAFE    | HIGH    | HIGH    | LOW     | BTM2    | HIGH    | ÉLIMINÉE |
| Pixie Polite     | SAFE    | WIN     | SAFE    | HIGH    | HIGH    | LOW     | BTM2    | SAFE    | ELIM    | INVITÉE  |
| Dakota Schiffer  | BTM2    | WIN     | WIN     | SAFE    | BTM2    | SAFE    | ELIM    |         | INVITÉE | INVITÉE  |
| Le Fil           | SAFE    | WIN     | HIGH    | LOW     | SAFE    | ELIM    |         |         | INVITÉE | INVITÉE  |
| Baby             | SAFE    | SAFE    | WIN     | BTM2    | QUIT    |         |         |         |         |          |
| Sminty Drop      | HIGH    | LOW     | HIGH    | ELIM    |         |         |         |         | INVITÉE | INVITÉE  |
| Copper Topp      | LOW     | WIN     | ELIM    |         |         |         |         |         | INVITÉE | INVITÉE  |
| Starlet          | HIGH    | ELIM    |         |         |         |         |         |         | INVITÉE | INVITÉE  |
| Just May         | ELIM    |         |         |         |         |         |         |         | INVITÉE | INVITÉE  |

 La candidate a gagné RuPaul's Drag Race UK.
 La candidate est arrivée seconde.
 La candidate a été éliminée lors de la finale.
 La candidate a gagné le défi.
 La candidate a reçu des critiques positives des juges et a été déclarée sauve.
 La candidate a été déclarée sauve.
 La candidate a reçu des critiques négatives des juges et a été déclarée sauve.
 La candidate a été en danger d'élimination.
 La candidate a été éliminée.
 La candidate a abandonné la compétition.

## Lip-syncs
| Épisode | Candidate        | vs. | Candidate       | Chanson                    | Artiste                      | Candidate éliminée |
| ------- | ---------------- | --- | --------------- | -------------------------- | ---------------------------- | ------------------ |
| 1       | Dakota Schiffer  | vs. | Just May        | Let Them Know              | Mabel                        | Just May           |
| 2       | Jonbers Blonde   | vs. | Starlet         | About You Now              | Sugababes                    | Starlet            |
| 3       | Black Peppa      | vs. | Copper Topp     | This Is Real               | Jax Jones ft. Ella Henderson | Copper Topp        |
| 4       | Baby             | vs. | Sminty Drop     | Respectable                | Mel & Kim                    | Sminty Drop        |
| 5       | Baby             | vs. | Dakota Schiffer | No Way                     | Six ft. Renée Lamb           | Baby               |
| 6       | Black Peppa      | vs. | Le Fil          | Stop                       | Spice Girls                  | Le Fil             |
| 7       | Dakota Schiffer  | vs. | Pixie Polite    | Miss Me Blind              | Culture Club                 | Dakota Schiffer    |
| 8       | Black Peppa      | vs. | Jonbers Blonde  | Some Kinda Rush            | Booty Luv                    | Aucune             |
| 9       | Black Peppa      | vs. | Pixie Polite    | Another One Bites the Dust | Queen                        | Pixie Polite       |
| Épisode | Candidate        | vs. | Candidate       | Chanson                    | Artiste                      | Gagnante           |
| 10      | Cheddar Gorgeous | vs. | Danny Beard     | This Is My Life            | Shirley Bassey               | Danny Beard        |

 La candidate a été éliminée après sa première fois en danger d'élimination.
 La candidate a été éliminée après sa deuxième fois en danger d'élimination.
 La candidate a été éliminée après sa troisième fois en danger d'élimination.
 La candidate a abandonné la compétition.
 La candidate a remporté lé lip-sync et la saison.

## Juges invités
- Joanna Lumley, actrice britannique ;
- FKA Twigs, chanteuse et actrice britannique ;
- Leomie Anderson, mannequin britannique ;
- Alison Hammond, présentatrice télévisée britannique ;
- Hannah Waddingham, actrice et chanteuse britannique ;
- Mel B, chanteuse britannique ;
- Boy George, chanteur britannique ;
- Raven, maquilleur et drag queen américaine ;
- Lorraine Pascale, cheffe cuisinière et animatrice télévisée britannique ;
- Olly Alexander, chanteur et acteur britannique.

### Invités spéciaux
Certains invités apparaissent lors des épisodes, mais ne font pas partie du panel de jurés.
Épisode 1
- Guy Levy, photographe britannique.

Épisode 2
- Cathy Dennis, chanteuse britannique ;
- Freddy Scott, compositeur américain ;
- Leland, compositeur américain.

Épisode 5
- Dane Chalfin, coach vocal britannique ;
- Giovanni Pernice, danseur et chorégraphe italien.

Épisode 6
- AJ Odudu, présentatrice télévisée britannique ;
- Baga Chipz, drag queen britannique ;
- Tess Daly, présentatrice télévisée britannique.

Épisode 9
- Aisling Bea, humoriste irlandaise.

Épisode 10
- Claudimar Neto, danseur et chorégraphe britannique ;
- Lawrence Chaney, drag queen écossaise ;
- Krystal Versace, drag queen britannique ;
- The Vivienne, drag queen britannique.

## Épisodes
| Candidate          | Baby       | Black Peppa | Cheddar Gorgeous | Copper Topp      | Dakota Schiffer    | Danny Beard | Jonbers Blonde | Just May   | Le Fil           | Pixie Polite          | Sminty Drop       | Starlet             |
| Référence à la BBC | Rastamouse | Mr Blobby   | Test Card F      | Wood and Walters | Horrible Histories | Mr Blobby   | Blue Peter     | Eastenders | Children In Need | Only Fools and Horses | Antiques Roadshow | Absolutely Fabulous |

| Groupe    | Queens of the Bone Age | Queens of the Bone Age | Queens of the Bone Age | Queens of the Bone Age | Queens of the Bone Age | Queens of the Bone Age | The Triple Threats | The Triple Threats | The Triple Threats | The Triple Threats | The Triple Threats |
| --------- | ---------------------- | ---------------------- | ---------------------- | ---------------------- | ---------------------- | ---------------------- | ------------------ | ------------------ | ------------------ | ------------------ | ------------------ |
| Candidate | Cheddar Gorgeous       | Copper Topp            | Dakota Schiffer        | Danny Beard            | Le Fil                 | Pixie Polite           | Baby               | Black Peppa        | Jonbers Blonde     | Sminty Drop        | Starlet            |

| Groupe    | NOIR | NOIR            | BLEU   | BLEU        | VIOLET      | VIOLET       | VERT        | VERT           | DORÉ             | DORÉ        |
| --------- | ---- | --------------- | ------ | ----------- | ----------- | ------------ | ----------- | -------------- | ---------------- | ----------- |
| Candidate | Baby | Dakota Schiffer | Le Fil | Sminty Drop | Danny Beard | Pixie Polite | Black Peppa | Jonbers Blonde | Cheddar Gorgeous | Copper Topp |

| Groupe    | Curiosity Killed the Katrina | Curiosity Killed the Katrina | Curiosity Killed the Katrina | Kats Got my Tongue | Kats Got my Tongue | Kats Got my Tongue | The Catfish is Out of the Bag | The Catfish is Out of the Bag | The Catfish is Out of the Bag |
| --------- | ---------------------------- | ---------------------------- | ---------------------------- | ------------------ | ------------------ | ------------------ | ----------------------------- | ----------------------------- | ----------------------------- |
| Candidate | Cheddar Gorgeous             | Danny Beard                  | Pixie Polite                 | Baby               | Dakota Schiffer    | Le Fil             | Black Peppa                   | Jonbers Blonde                | Sminty Drop                   |

| Candidate             | Baby                  | Black Peppa | Cheddar Gorgeous          | Dakota Schiffer | Danny Beard            | Jonbers Blonde         | Le Fil        | Pixie Polite  |
| Rôle                  | Martha Prude, la mère | La fille    | Rochelle le cafard        | La fille        | Lairy Poppins          | La dame aux oiseaux    | Mary Poppins  | Lick Van Dyke |
| Inspiration du défilé | & Juliet              | Le Roi lion | Hedwig and the Angry Inch | Funny Girl      | Little Shop of Horrors | Chantons sous la pluie | Le Roi et moi | Hairspray     |

| Candidate  | Black Peppa | Cheddar Gorgeous | Dakota Schiffer | Danny Beard | Jonbers Blonde    | Le Fil      | Pixie Polite   |
| Personnage | Lil Nas X   | Élisabeth Ire    | Pete Burns      | Cilla Black | Patrick d'Irlande | Marie Kondō | Shirley Bassey |

| Candidate finaliste     | Black Peppa         | Cheddar Gorgeous    | Danny Beard         | Jonbers Blonde |
| ----------------------- | ------------------- | ------------------- | ------------------- | -------------- |
| Victoire(s)             | 1                   | 4                   | 4                   | 0              |
| Épisode(s)              | Épisode 1           | Épisodes 2, 6, 7, 8 | Épisodes 2, 4, 5, 9 | —              |
| Risque(s) d'élimination | 4                   | 0                   | 0                   | 2              |
| Épisode(s)              | Épisodes 3, 6, 8, 9 | —                   | —                   | Épisodes 2, 8  |